# Operațiunea Compass
Operațiunea Compass (în limba italiană: Battaglia della Marmarica) a fost prima operațiune militară britanică de amploare a campaniei din Deșertul Vestic (1940–1943) în timpul celui de-al Doilea Război Mondial. Forțele britanice, indiene, ale Commonwealth-ului și aliate au atacat forțele italiene ale Armatei a 10-a (Mareșalul Rodolfo Graziani) în vestul Egiptului și în Cirenaica, provincia de est a Libiei, începând din decembrie 1940 până în februarie 1941.
Western Desert Force (WDF) (general-locotenent Richard O'Connor), cu aproximativ 36.000 de oameni, a avansat de la Mersa Matruh în Egipt într-un raid de cinci zile împotriva pozițiilor italiene ale Armatei a 10-a, care avea aproximativ 150.000 de oameni în posturi fortificate. În jurul localității Sidi Barrani în Egipt și în Cirenaica, WDF i-a învins rapid pe italieni în posturile lor fortificate și la Sidi Barrani și apoi a exploatat succesul, forțând restul Armatei a 10-a să iasă din Egipt și cucerind porturile de-a lungul coastei libiene. Retragerea spre Tripolitania a Armatei a 10-a a fost tăiată spre Tripolitania și au fost înfrânți în Bătălia de la Beda Fomm, rămășițele armatei italiene fiind urmărite până la El Agheila din Golful Sirte.
În această operațiune britanicii au luat peste 138.000 de prizonieri italieni și libieni, sute de tancuri și peste 1.000 de tunuri și multe avioane,  pierderilor WDF au fost 1.900 de oameni uciși și răniți, care reprezintă aproximativ 10% din infanterie. WDF nu a putut continua avansarea sa dincolo de El Agheila, din cauza vehiculelor uzate și a diversiunii în martie 1941 a unităților mai bine echipate în Operațiunea Lustru pentru Bătălia Greciei. Întăriri italiene au fost transportate de urgență în Libia pentru a apăra Tripoli, asistată de forța expediționară germană Afrika Korps și aviația germană Luftwaffe.

## Confruntări la graniță

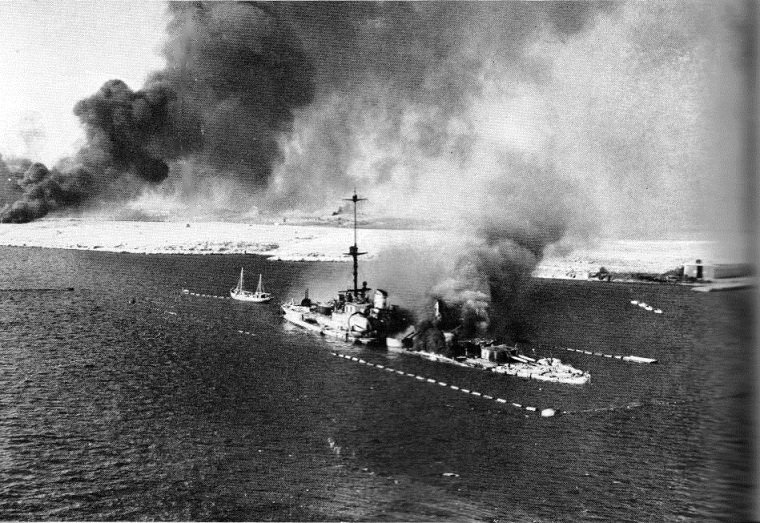
Crucișătorul italian San Giorgio lovit la Tobruk în 1941

Italia a declarat război Marii Britanii și Franței pe 10 iunie 1940. În următoarele câteva luni au avut loc raiduri și lupte între forțele italiene din Libia și forțele britanice și ale Commonwealth-ului din Egipt. La 12 iunie 1940, flota mediteraneană britanică a bombardat Tobruk. Forța includea crucișătoarele HMS Liverpool și HMS Gloucester care a schimbat foc cu crucișătorul italian San Giorgio. Bombardierele Royal Air Force din Blenheim de la escadrilele 45, 55 și 211 au lovit nava italiană San Giorgio cu o bombă.
Pe 19 iunie, submarinul britanic HMS Parthian a tras două torpile spre nava San Giorgio, dar a ratat. Tunarii de pe San Giorgio au sprijinit apoi unitățile antiaeriene locale de pe uscat și au susținut că au doborât sau avariat 47 de avioane britanice. Tunarii de pe nave au doborât și un avion Savoia-Marchetti SM.79 și din cauza identificării greșite au doborât avionul în care se afla Italo Balbo, guvernatorul general al Libiei și comandantul șef al forțelor italiene din Africa de Nord.

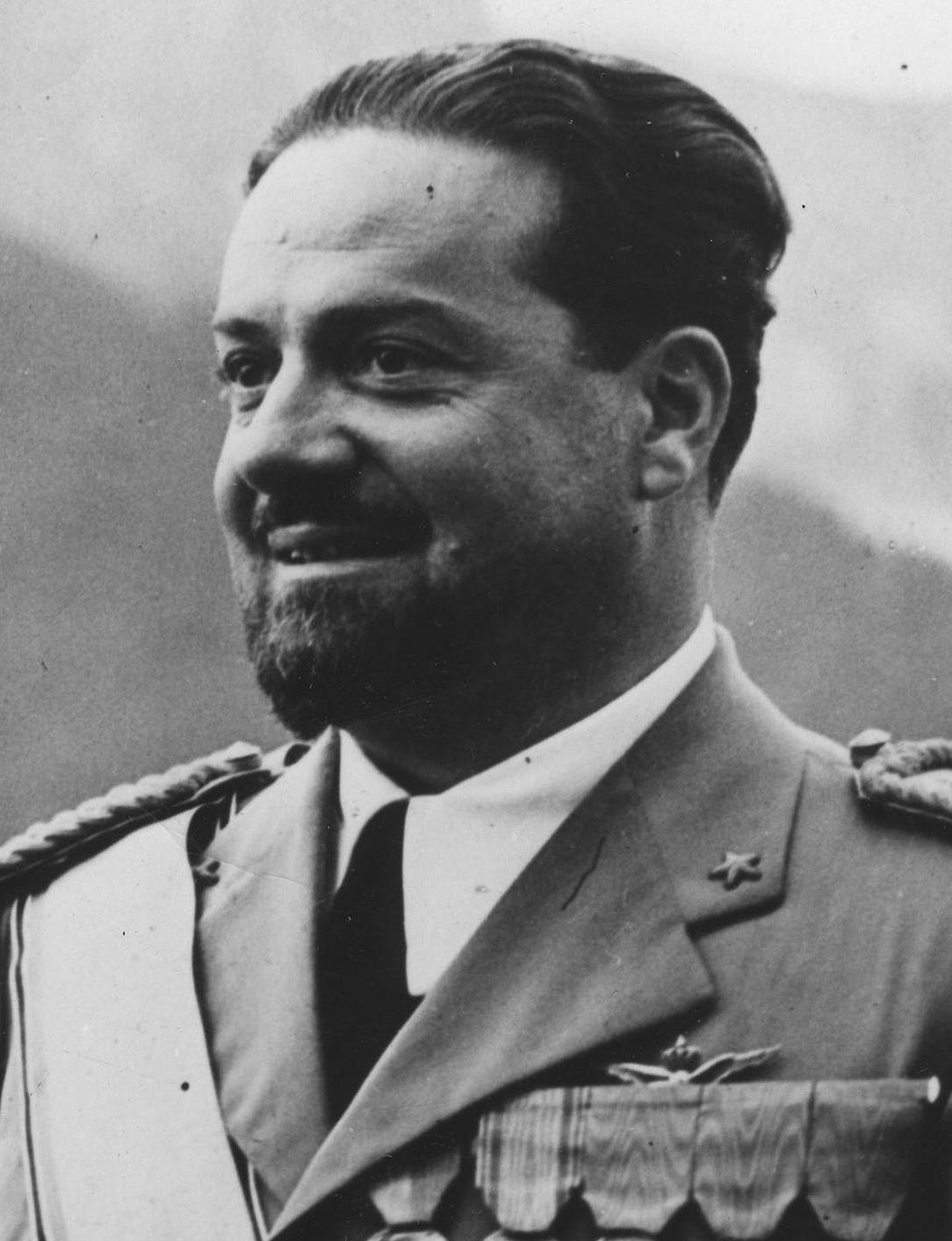
Italio Balbo

## Fondul bătăliei

### Armata a 10-a italiană
Când a fost declarat războiul, Armata a 5-a italiană (comandată de generalul Italo Gariboldi) se afla în Tripolitania, provincia vestică a Libiei, iar Armata a 10-a (comandată de generalul Mario Berti) se afla în Cirenaica la est. Odată ce francezii din Tunisia nu mai reprezentau o amenințare pentru Tripolitania, unitățile Armatei a 5-a italiană au fost folosite pentru a întări Armata a 10-a. Când guvernatorul general al Libiei Italo Balbo a fost ucis de foc prieten, mareșalul Graziani i-a luat locul. Graziani și-a exprimat îndoielile cu privire la capacitățile marii forțe nemecanizate italiene de a-i învinge pe britanici, care deși erau mai puțini ca număr erau motorizați. După ce a fost întărită cu unitățile Armata a 5-a, Armata a 10-a avea echivalentul a patru corpuri cu 150.000 de infanteriști, 1.600 de tunuri, 600 de tanchete și tancuri și 331 de avioane.  
Corpul XX avea Divizia 60 Infanterie „Sabratha” iar Corpul XXI avea Divizia 2 „23 Marzo”, Divizia 2-a Divizia „28 Ottobre” și Divizia 63 Infanterie „Cirene”. Corpul XXII avea Divizia 61 Infanterie „Sirte” iar Corpul XXIII avea Divizia a 4-a „3 Gennaio” și Divizia 64 Infanterie „Catanzaro”.
Noul Grup de Divizii Libian (Gruppo Divisioni Libiche) avea grupul Maletti, Divizia 1 Libiană (comandată de general-maior Luigi Sibille) și a Divizia a 2-a Libiană (comandată de generalul-maior Armando Pescatori).
Singura formație non-infanterie era Grupul Maletti parțial motorizat și ușor blindat. Grupul Maletti (comandat de General Pietro Maletti) s-a  format la Derna la 8 iulie 1940, cu șapte batalioane de infanterie motorizată libian, o companie de tancuri Fiat M11/39, o companie de tanchete L3/33, artilerie motorizată și unități de aprovizionare, ca principalele unități motorizate ale Armatei a 10-a. La 29 august, pe măsură ce soseau mai multe tancuri din Italia, (Comandamentul de tancuri libiene [colonelul Valentini]) a fost format cu trei grupuri: Grupul 1 de tancuri (colonelul Aresca) cu Batalionul I de tancuri „M” și batalioanele de tancuri XXI, LXI și LXII. 
Batalionul de tancuri „L”, Grupul 2 de tancuri (colonelul Antonio Trivioli), cu Batalionul II de tancuri „M”, mai puțin o companie și Batalionul de tancuri IX, XX și LXI „L” și Grupul Maletti cu compania LX din Batalionul de Tancuri „L”, o companie din Batalionul II de Tancuri „M” și trei batalioane de infanterie libiană.

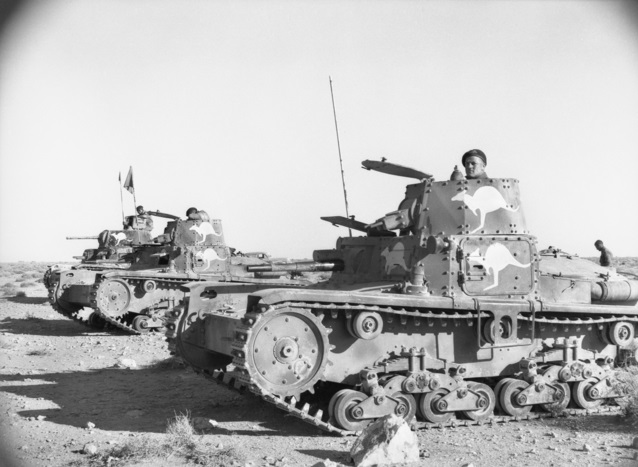
Tancuri medii italiene Carro Armato M11/39 capturate de australieni.

Raggruppamento Maletti a devenit parte a Regio Corpo Truppe Coloniali della Libia (Corpul Regal al Trupelor Coloniale Libiene), cu Divizia 1 Libiană și Divizia 2 Libiană.

### Western Desert Force
Comandamentul din Orientul Mijlociu sub comanda generalului Archibald Wavell avea aproximativ 36.000 de soldați, unii în afara Egiptului, 120 de tunuri și 275 de tancuri. RAF avea 142 de avioane în două escadrile de Hurricanes, una cu Gloster Gladiators, trei cu Bristol Blenheims, trei cu Vickers Wellington și una cu avioane Bristol Bombays, aproximativ 46 de avioane de vânătoare și 116 bombardiere.
Western Desert Force (WDF) era comandată de generalul locotenent Richard O'Connor cu Divizia a 4-a de infanterie indiană (general-maior Noel Beresford-Peirse) și cu Divizia a 7-a blindată (general-maior Sir Michael O'Moore Creagh). Din 14 decembrie, trupele Diviziei a 6-a de infanterie australiană (general-maior Iven Giffard Mackay), au înlocuit Divizia a 4-a indiană, care a fost trimisă în Africa de Est, mai puțin o brigadă. Britanicii aveau niște tancuri rapide Cruiser Mk I, Cruiser Mk II și Cruiser Mk III cu tunuri de 40mm „Ordnance QF 2 pounder” , care erau superioare tancurilor Fiat M11/39. Britanicii aveau, de asemenea, un batalion de tancuri de infanterie Matilda II, care, deși erau lente, erau echipate și cu tancuri de 40 mm; blindajul tancurilor Matilda nu putea fi străpunsă de tunurile antitanc italiene sau tunurile de artilerie.

## Preludiu

### Operațiunea E
La 13 septembrie 1940, Armata a 10-a italiană  în cadrul Operațiunii E a înaintat în Egipt. Pe măsură ce italienii înaintau, mica forță britanică de la Sollum s-a retras în poziția defensivă principală la est de Mersa Matruh. Ariergarda italiană era hărțuită de unitatea engleză Coldstream Guards, de artileria atașată și de alte unități. După recucerirea Fortului Capuzzo, italienii au avansat aproximativ 95 km în trei zile, iar pe 16 septembrie, înaintarea lor s-a oprit la Maktila, la 16 km dincolo de Sidi Barrani. Italienii au săpat tranșee și au așteptat întăriri și provizii de-a lungul drumului militar Via della Vittoria, o prelungire a drumului Litoranea Balbo (Via Balbia) construită de la frontieră. Îîn jurul localității Sidi Barrani din Maktila, la 24 km est de-a lungul coastei, la sud până la Tummar East, Tummar West și Nibeiwa au fost construite cinci tabere fortificate; o altă tabără a fost construită la Sofafi la sud-vest.

Operațiunea Compass 1940-1941

### Planul britanic
În urma înaintării italiene, Archibald Wavell i-a ordonat comandantului trupelor britanice din Egipt, general-locotenentul Sir Henry Maitland Wilson, să planifice o operațiune limitată pentru a-i împinge pe italieni înapoi. Operațiunea Compass, din motive administrative, a fost inițial planificată ca un raid de cinci zile, dar s-a luat în considerare continuarea operațiunii pentru a exploata succesul. La 28 noiembrie, Wavell i-a scris lui Wilson că:
„Nu am speranțe extravagante cu privire la această operațiune, dar vreau să mă asigur că, dacă apare o mare oportunitate, suntem pregătiți moral, mental și administrativ să o folosim la maxim.
”
Grupul al 7-lea de Sprijin urma să țină sub observație taberele italiene de pe coastă din jurul localității Sofafi, pentru a preveni intervenția garnizoanelor, în timp ce restul diviziei și Divizia a 4-a indiană treceau prin golul Sofafi-Nibeiwa. O brigadă indiană și tancuri de infanterie ale Regimentului 7 Regal de Tancuri (7 RTR) urma să atace Nibeiwa dinspre vest, deoarece Divizia a 7-a blindată își proteja flancul nordic.
Odată ce Nibeiwa a fost capturat, o a doua brigadă indiană și a 7-a RTR aveau să atace Tummars. Forța Selby (Batalionul 3 Coldstream Guards plus ceva artilerie) din garnizoana Matruh urma să conțină tabăra inamică de la Maktila, pe coastă, iar Marina Regală va bombarda Maktila și Sidi Barrani.Pregătirile au fost ținute secrete și doar câțiva ofițeri au știut, în timpul exercițiului de antrenament desfășurat în perioada 25-26 noiembrie, că obiectivele marcate lângă Matruh erau replici ale lui Nibeiwa și Tummar; trupelor li s-a spus, de asemenea, că urma să facă un al doilea exercițiu și nu au știut că operațiunea este reală până la 7 decembrie, când au ajuns la punctele lor de plecare.
La 8 decembrie, un echipaj de recunoaștere italian a raportat că atacul asupra Maktila și Nibeiwa era iminent, dar Maletti nu a fost informat. La 9 decembrie, Divizia 1 Libiană se afla la Maktila, iar Divizia 2 Libiană la Tummar. Grupul Maletti a fost la Nibiewa și al 4-lea CC.NN. Divizia „3 Gennaio” și cartierul general al Corpului Libian se aflau la Sidi Barrani. Divizia 63 Infanterie „Cirene” și cartierul general al Corpului XXI se aflau la Sofafi, iar Divizia 64 Infanterie „Catanzaro” se afla la Buq Buq. Cartierul general al Corpului XXIII și CC.NN. Divizia „28 Ottobre” se afla în Sollum și, respectiv, în Pasul Halfaya, iar Divizia 62 de infanterie „Marmarica” se afla la Sidi Omar, la sud de Sollum.
Berti era în concediu medical, iar Gariboldi, Divizia I CC.NN.  „23 Marzo” și Cartierul General al Armatei a 10-a se aflau departe la Bardia. (Până când Berti a ajuns în Libia, au ajuns și britanicii.) Operațiunea Compass (la battaglia della Marmarica/Bătălia de la Marmarica) a început în noaptea de 7/8 decembrie. Forța Western Desert cu Divizia a 7-a blindată, Divizia a 4-a indiană și Brigada a 16-a de infanterie au avansat cu 113 km până la linia de start. Aviația Regală Britanică (RAF) a efectuat atacuri asupra aerodromurilor italiene și a distrus sau a deteriorat 29 de avioane la sol. Selby Force (sub comanda generalului de brigadă AR Selby) cu 1.800 de oameni (maximum pentru care se putea găsi mijloc de transport), s-a mutat din Matruh, a înființat o brigadă de tancuri false în deșert și a ajuns la o poziție la sud-est de Maktila în zorii zilei de 9 decembrie. Maktila fusese bombardată de monitorul HMS Terror și de canoniera HMS Aphis; Sidi Barrani fusese bombardat de canoniera HMS Ladybird.

## Bătălia taberelor

### Nibeiwa

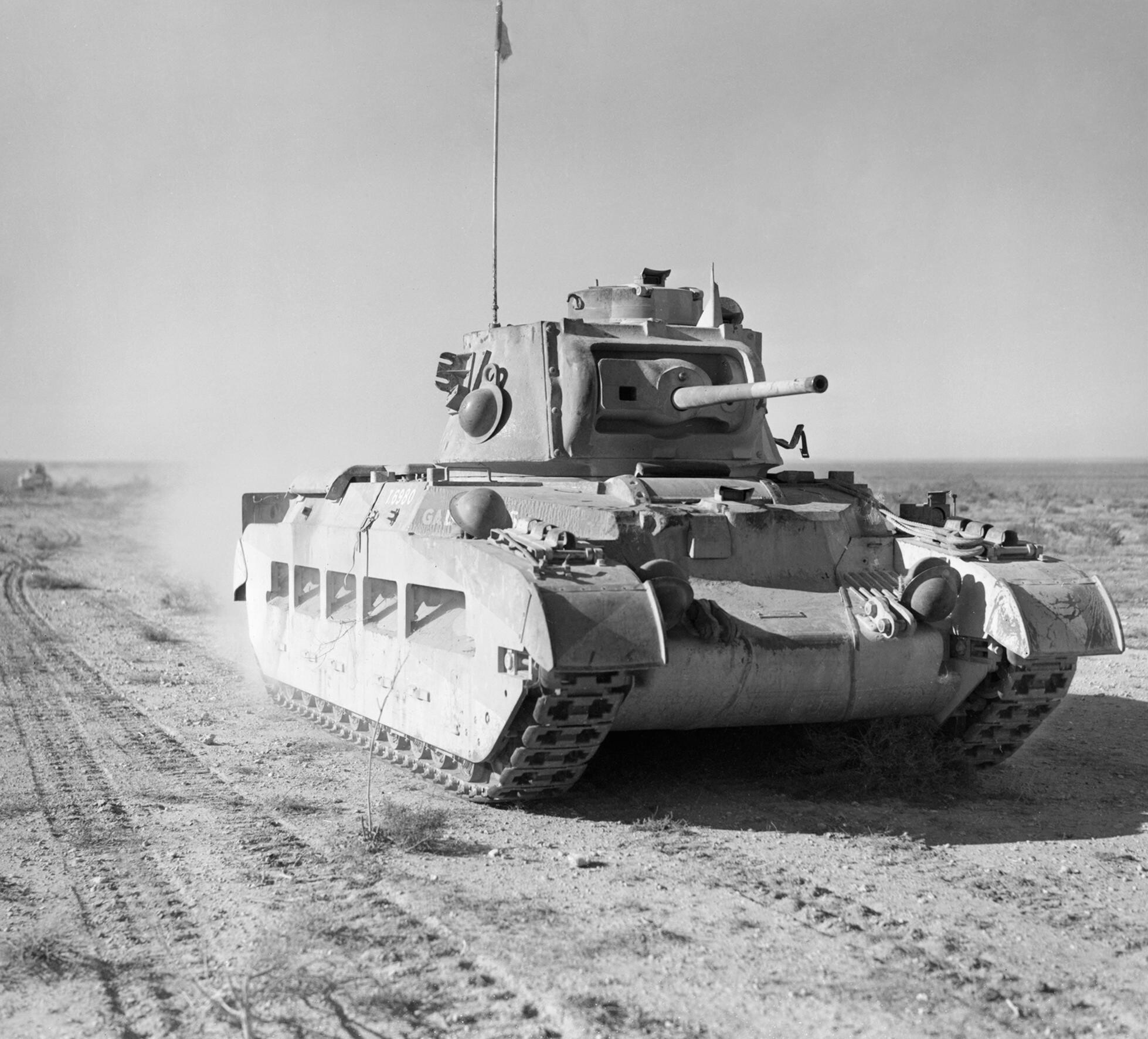
Tanc Matilda II al Regimentului Regal 7 Tancuri (19 dec. 1940)

La ora 5:00 a.m. pe 9 decembrie, un detașament de artilerie a început un foc de diversiune dinspre est asupra taberei fortificate de la Nibeiwa timp de o oră, către Grupul Maletti și la 7:15 a.m. artileria divizionară a început un bombardament preliminar. Brigada a 11-a de infanterie indiană, cu RTR 7 la comandă, a atacat Nibeiwa dinspre nord-vest, pe care recunoașterea îl stabilise drept cel mai slab sector. Până la 8:30 a.m., Nibeiwa fusese capturat de englezi; Maletti fusese ucis în luptă împreună cu 818 oameni, 1.338 au fost răniți; 2.000 de soldați italieni și libieni au fost luați prizonieri. Au fost capturate cantități mari de provizii cu pierderile britanice de 56 de oameni.56 men.

### Tummar
Atacul asupra Tummarului de Vest a început la ora 13:50, după ce al RTR 7 s-a realimentat și artileria a bombardat apărarea timp de o oră. S-a făcut o altă apropiere dinspre nord-vest și tancurile au spart perimetrul, urmate douăzeci de minute mai târziu de infanterie. Apărătorii au rezistat mai mult decât garnizoana de la Nibeiwa, dar numai până la ora 16:00. Tummar Vest a fost ocupat, cu excepția colțului de nord-est. Tancurile s-au mutat mai departe spre Tummar Est, cea mai mare parte a fost capturată până la căderea nopții. Brigada a 4-a blindată înaintase spre Azziziya, unde garnizoana formată din 400 de oameni s-a predat și patrule ușoare ale Husarilor 7 au mers mai departe pentru a tăia drumul de la Sidi Barrani la Buq Buq, în timp ce mașinile blindate ale Husarilor 11 se îndreptau mai spre vest. Tancurile Brigăzii a 7-a blindate au fost ținute în rezervă gata să intercepteze un contraatac italian. Divizia 2 Libiană a pierdut 26 de ofițeri și 1.327 de soldați au căzut, 32 de ofițeri și 804 de soldați răniți, supraviețuitorii fiind luați prizonieri.

### Maktila

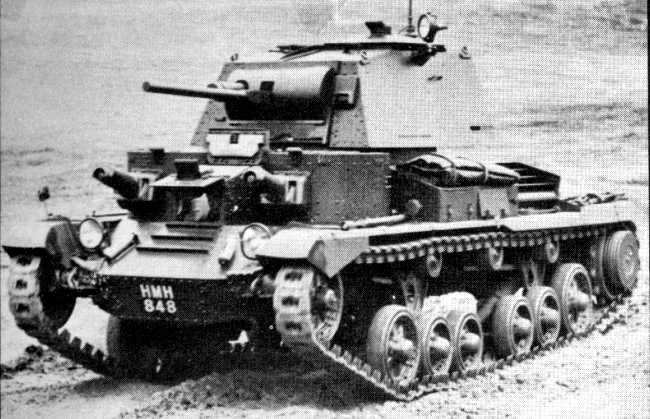
Tanc Cruiser Mk1

Fără să știe de situația de la Tummar, Selby a trimis unități pentru a tăia ieșirile spre vest din Maktila, dar Divizia 1 Libiană s-a strecurat și a scăpat. Selby Force i-a urmărit, în timp ce Divizia 1 Libiană s-a deplasat la 24 km mai sus de Maktila la Sidi Barrani și a condus o parte a coloanei în dunele de nisip la nord de drumul de coastă. Tancurile Cruiser ale Regimentului 6 Royal Tank (RTR 6) au sosit într-o furtună de nisip și au invadat italienii în dune la aproximativ 5:15 p.m., apoi s-au alăturat Forței Selby pentru a continua urmărirea. Apărătorii italieni au fost capturați la Sidi Barrani, într-o pungă de 16,1 km pe 8,0 km înapoi spre mare. Când britanicii au atacat din nou în zorii zilei de 11 decembrie, predarea în masă a început peste tot, cu excepția Punctului 90, unde trupele Diviziei a 2-a Libiană au rezistat pentru o perioadă scurtă de timp, după care 2.000 de soldați s-au predat.

### Sidi Barrani, Buq Buq și Sofafi
La 10 decembrie, Brigada 16 Infanterie a fost adusă înainte din rezerva Diviziei a 4-a Indiană și cu o parte din Brigada a 11-a Indiană, avansau în camioane pentru a ataca Sidi Barrani. În timp ce se deplasau pe terenul expus, au fost înregistrate unele victime, dar cu sprijinul artileriei și al Regimentului 7 Royal Tank,acesta era în poziție blocând ieșirile de sud și sud-vest către Sidi Barrani până la ora 13:30. 
Britanicii au atacat la 4:00 p.m. sprijinit de artileria diviziri și orașul a căzut la căderea nopții; rămășițele celor două divizii libiene și CC.NN. Divizia „3 Gennaio” a fost prinsă între Brigada 16 Infanterie și Forța Selby. Pe 11 decembrie, Forța Selby și unele tancuri au atacat și au copleșit Divizia 1 Libiană, iar spre seară, Divizia a 4-a CC.NN „3 Gennaio” s-a predat și ea. La 11 decembrie, Brigada 7 blindată a primit ordin să iasă din rezervă și să ușureze situația Brigăzii a 4-a blindată din zona Buq Buq, să facă curățenie și capturarea unui număr mare de oameni și arme. O patrulă din Grupul 7 Sprijin a intrat în Rabia și a găsit-o goală; Divizia 63 Infanterie „Cirene” se retrăsese peste noapte din Rabia și Sofafi. A sosit un ordin către Brigada a 4-a blindată să le taie calea la vest de Sofafi, dar ordinul a sosit prea târziu, italienii au putut să se retragă de-a lungul coastei și să se alăture forțelor italiene la Halfaya. Pierderile italiene au fost de 2.184 de oameni uciși, 2.287 de soldați răniți și 38.000 de prizonieri.

### Exploatarea succesului
În următoarele câteva zile, Brigada a 4-a blindată, în vârful coastei și Brigada a 7-a blindată de pe coastă, au încercat urmărirea, dar problemele de aprovizionare și numărul mare de prizonieri (de douăzeci de ori mai mare decât numărul planificat) au împiedicat înaintarea acestora. Forțele italiene s-au înghesuit de-a lungul drumului de coastă și s-au retras din Sidi Barrani și Buq Buq, au fost bombardate de monitorul Terror și de cele două canoniere, care au tras în zona Sollum toată ziua și cea mai mare parte a nopții de 11 decembrie. Spre 12 decembrie, singurele poziții italiene rămase în Egipt au fost în apropiere de Sollum și zona Sidi Omar.
Italienii pierduseră 38.289 de italieni și libieni, majoritatea au fost luați prizonieri, 73 de tancuri și 237 de tunuri, față de 634 de victime britanice. Forța Deșertului Vestic (WDF) a făcut o pauză pentru a se reorganiza și apoi s-a deplasat rapid spre vest de-a lungul drumului Via della Vittoria, prin Pasul Halfaya și a recapturat Fortul Capuzzo din Libia. Pe 7 decembrie, bombardierele Wellington din Malta și bombardierele Blenheim din Egipt au efectuat raiduri asupra bazelor aeriene italiene de la Castel Benito, Benina și El Adem, atacul asupra Castel Benito fiind deosebit de reușit, au lovit cinci hangare și piste, distrugând multe avioane italiene; atacurile au continuat până la sfârșitul anului.